# Hematurija
Hematurija ili eritrociturija ili krv u mokraći nazivi su za prisutnost krvnih stanica eritrocita u mokraći. 
Hematurija može biti makroskopska (vidljiva golim okom kao crveno obojenje mokraće) ili mikroskopska (vidljiva mikroskopskim pregledom urina). 
Makroskopska hematurija očituje se smećkastim ili crvenim obojenjem urina, koje ne mora uvijek biti znak eritrocita u urinu jer se može javiti nakon nekih vrsta hrane, npr. cikle).
Hematurija može biti izolirana ili udružena s ostalim poremećajima u sastavu mokraće kao što su npr. proteinurija ili leukociturija. Nalaz hematurija obično zahtjeva daljnju dijagnostičku obradu mokraćnog sustava: pregled ultrazvukom, rendgensko snimanje, kompjuteriziranu tomografiju (CT) ili endoskopski pregled mjehura (cistoskopiju).
Uzroci pojave eritrocita u mokraći mogu biti vrlo raznoliki:
- novotvorine, upale ili ciste svih dijelova mokraćnog sustava
- bubrežni kamen, trauma i strana tijela
- nefritički sindrom (uzrokovan različitim bolestima bubrega)

Crveno obojenje mokraće mogu uzrokovati:
- eritrociti
- hemoglobin (samo protein bez stanica)
- ostali pigmenti:
  - porfirin kod porfirija
  - betanin (nakon jedenja npr. cikle)